# Al-Fustat

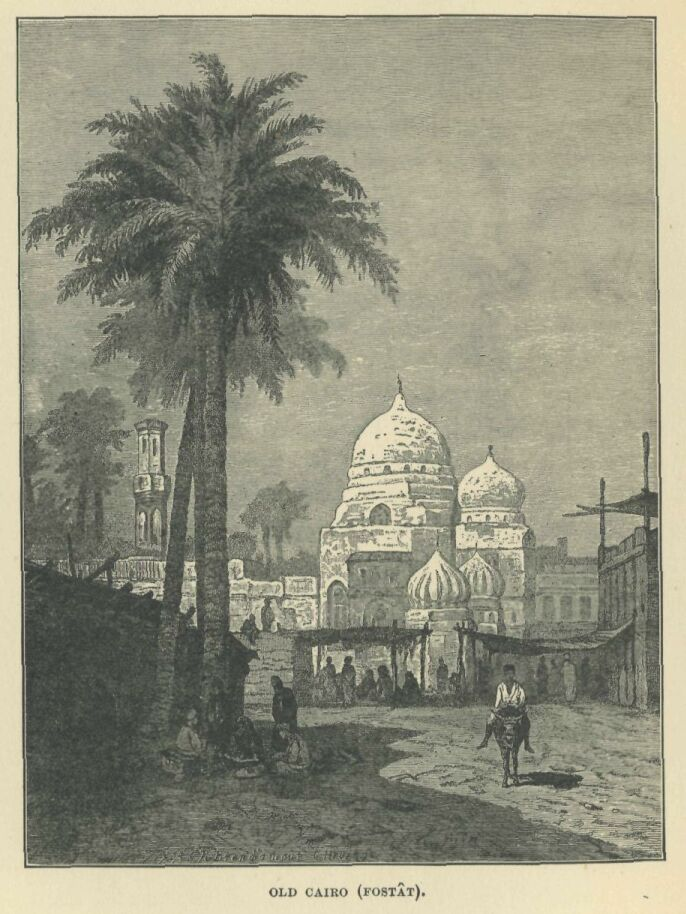
O imagine din Al-Fustat

Fustat (sau Fostat, Al Fustat, Misr al-Fustat, Fustat-Misr, arabă الفسطاط), a fost prima capitală a Egiptului sub dominația arabă. A fost construit de generalul arab Amr ibn Al-'As imediat după cucerirea arabă a Egiptului în anul 641, care a ridicat și Moscheea Amr, prima moschee construită vreodată în Egipt. Această moschee a fost, de asemenea, prima moschee construită în Africa, deoarece extinderea islamică pe continent a început cu Egiptul.